# Anna Sorokin
Anna Vadimovna Sorokina (em russo:  Анна Вадимовна Сорокина; Domodedovo, 23 de janeiro de 1991), também conhecida como Anna Sorokin, é uma impostora russa. Ela mudou-se para Nova York em 2013 e criou a identidade fictícia de Anna Delvey, fingindo ser uma rica herdeira alemã. Em 2019, ela foi condenada por várias acusações de tentativa de roubo qualificado, roubo de serviços e furto de propriedade por fraudar hotéis de Nova York e conhecidos ricos.
A história de Sorokina foi amplamente divulgada devido à sua capacidade de se misturar em círculos sociais. A série Inventando Anna (2022), da Netflix, é baseada na sua história.

## Infância e educação

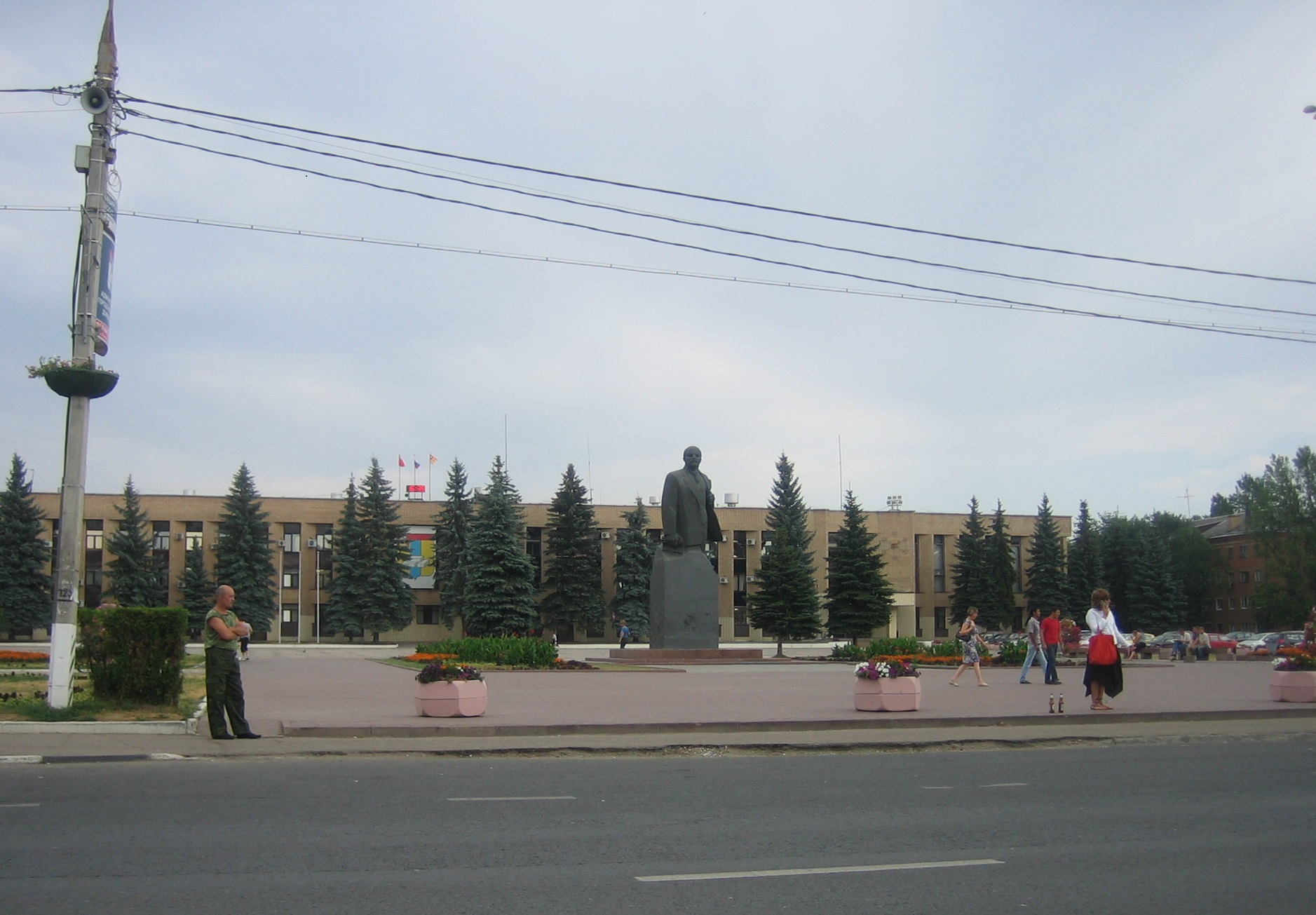
Domodedovo, onde Sorokin nasceu e viveu até os 16 anos

Anna Sorokin nasceu em Domodedovo, uma cidade satélite da classe trabalhadora a sudeste de Moscou, em 1991. Anna cresceu com seu pai, Vadim Sorokin, que trabalhava como motorista de caminhão, enquanto sua mãe era dona de uma pequena loja de conveniência antes de se tornar dona de casa, além de seu irmão. A família se mudou para a Alemanha em 2007, quando Anna tinha 16 anos. Ela frequentou o ensino médio em Eschweiler e foi descrita pelos colegas de classe como uma garota calma que teve dificuldades com o idioma alemão.
Anna se formou no ensino médio em 2011 e se mudou para Londres para frequentar a escola de arte Central Saint Martins, mas não frequentou e voltou para a Alemanha. Ela trabalhou como estagiária em uma empresa de relações públicas antes de se mudar para Paris para realizar um estágio na revista de moda francesa Purple. Naquela época, ela começou a se chamar Anna Delvey.

## O tempo como uma falsa herdeira
Depois de se mudar para a cidade de Nova York em 2013, Sorokin disse a novos amigos e conhecidos que ela tinha um fundo fiduciário de € 60 milhões (aproximadamente $ 82,5 milhões em dólares de 2013) que estava em bancos no exterior e cobriria suas luxuosas estadias em hotéis e seu estilo de vida. A história de como sua família havia adquirido o dinheiro mudou várias vezes e incluiu ter um pai que era diplomata, executivo de petróleo ou magnata do painel solar. Muitos que a conheciam como herdeira foram informados sobre suas tentativas de criar uma fundação artística financiada por um fundo familiar e seu plano de arrendar a histórica Church Missions House (em tradução livre: Casa das Missões da Igreja) como um estúdio multiuso e espaço para eventos. Sorokin ficou conhecida por ficar em hotéis da moda, comer em restaurantes premiados pelo James Beard Award e visitar regularmente spas e salões.
Sorokin levava seus amigos e companheiros de viagem a pagar grandes quantias – se não a totalidade – das viagens que faziam juntos, alegando que ela havia despachado sua carteira com sua bagagem ou pedindo aos amigos para cobrirem os custos quando seu cartão de crédito era recusado. Muitos outros não perceberam os sinais de alerta quando foram solicitados a pagar pelas coisas, pois Sorokin alegava que ela tinha dificuldade em mover seus bens do exterior e disfarçava entre risos, como se tivesse esquecido, quando precisavam persegui-la para que ela os pagassem de volta.

## Prisão
Em 2017, Sorokin foi presa sob seis acusações de furto por supostamente enganar ricos empresários de Nova York e vários hotéis. De acordo com a promotoria de Manhattan, os roubos totalizaram aproximadamente US $ 275.000.
Sorokin inicialmente enfrentou três acusações de roubo de serviços por contravenção devido a reclamações sobre estadias no Beekman Hotel e no W Downtown, além de uma refeição no hotel Parker Méridien em Nova York.

## Julgamento
Em 18 de dezembro de 2018, Sorokin apareceu no Tribunal Penal da cidade de Nova York e rejeitou um acordo judicial que a libertaria da prisão e a deportaria de volta para a Alemanha no início de 2019. Sorokin decidiu ir a julgamento e a data de 20 de março de 2019 foi inicialmente marcada pela juíza Diane Kiesel. A seleção do júri começou na semana de 17 de março. Em 25 de abril de 2019, um júri considerou Sorokin culpada de furto de propriedade, roubo de serviços e uma tentativa de furto qualificado. Sorokin foi declarada inocente por outra acusação de tentativa de furto qualificado por uma tentativa de empréstimo de US$ 22 milhões que ela tentou obter e uma acusação de roubo de US$ 60.000 para uma viagem ao Marrocos. A Imigração e Alfândega dos EUA confirmou que ela será deportada em algum momento devido a sua isenção de visto durante o período estendido.
Durante o julgamento, o promotor disse que Sorokin parecia "se deliciar com a situação de suas vítimas" e que "demonstrava mais preocupação com seu traje do que com as emoções daqueles que machucava". Seu advogado de defesa tentou humanizá-la, alegando que ela estava ganhando tempo para pagar toda a dívida, tentou retratá-la como empreendedora e até a comparou a Frank Sinatra, alegando que ambos criaram suas próprias oportunidades em Nova York.

### Sentença
Em 9 de maio de 2019, Sorokin recebeu uma sentença de 4 a 12 anos de prisão estadual, multada em US$ 24.000 e condenada a pagar uma restituição de cerca de US$ 199.000. Depois de cumprir sua sentença, ela enfrentará deportação para a Alemanha.
Sorokin foi presa em Rikers Island durante o julgamento. Após o julgamento, Sorokin foi inicialmente alojada no Centro Correcional de Bedford Hills antes de ser transferida para o Centro Correcional de Albion. Sua data de soltura mais breve possível é19 de outubro de 2021.
Após uma apelação no Estado de Nova York, foi libertada da Penitenciária de Albion em fevereiro de 2021.  Ela ficou cerca de três anos e meio na prisão, tanto em Albion quanto na da Ilha de Rikers.
A Netflix pagou cerca de US$ 320.000,00 a Sorokin enquanto ela ainda estava na cadeia, pelos direitos de adaptação de sua história na TV.  Mas ela foi obrigada a usar a maior parte desse pagamento para custear a restituição judicial, a multa e os honorários de advogados.
Após garantir sua liberdade condicional em fevereiro de 2021, Anna Delvey demorou pouco mais de um mês para ser presa novamente, mas desta vez, pelo Departamento de Imigração dos Estados Unidos (ICE).  Como o visto de Anna Sorokin expirou em setembro de 2020, o ICE cumpriu sua promessa e prendeu a golpista em março de 2021.
Anna foi levada a uma unidade de detenção no estado de New Jersey, antes de ser mandada para a Cadeia de Orange County, em New York.  Anna Sorokin aguarda sua deportação para a Alemanha, que ainda não tem data para acontecer.

## Reações à sua condenação
Ao escrever para o New York Times, Ginia Bellafante argumentou que a acusação e condenação de Sorokin é um exemplo de mulheres sendo punidas com mais severidade por crimes de colarinho branco do que homens. Ela comparou a acusação de Sorokin à condenação de Bridget Anne Kelly no escândalo de fechamento de Fort Lee, destacando que Kelly recebeu uma sentença muito mais alta do que David Wildstein, que apresentou o plano de fechar a ponte em primeiro lugar.  Bellafante também criticou o procurador do distrito de Nova York, Cyrus Vance Jr., por ser tendencioso contra as mulheres ao celebrar a condenação de Sorokin no Twitter, quando no passado ele se recusou a processar homens acusados de crimes muito mais graves, incluindo Dominique Strauss-Kahn e Harvey Weinstein .

## Representação na cultura popular
Em 2018, a revista New York publicou um perfil sobre sua vida, negócios e prisão. Shonda Rhimes adquiriu os direitos do perfil publicado na revista e desenvolveu uma série na Netflix baseada nele, chamada "Inventando Anna" e estrelada por Julia Garner. Lena Dunham está trabalhando em um projeto separado sobre Sorokin para a HBO, baseado no relato de Rachel DeLoache Williams, testemunha no julgamento e ex-editora de fotografia da Vanity Fair.
Um livro escrito por Williams, intitulado My Friend Anna (em tradução livre: Minha Amiga Anna), foi publicado em julho de 2019 pela Gallery Books (uma impressão de Simon & Schuster), bem como por Quercus no Reino Unido e Goldmann na Alemanha, e detalha o tempo em que Williams passou em contato com Sorokin. A própria Sorokin também está escrevendo livros sobre o tempo gasto como uma falsa herdeira e disse a repórteres que está planejando dois livros de memórias: um para abranger o tempo que passou em Nova York e outro sobre o tempo que passou na prisão.
Uma série de podcast parcialmente dramatizada sobre Anna Sorokin, com o título Fake Heiress (em tradução livre: Falsa Herdeira), foi apresentada pela BBC Radio 4 em dezembro de 2019.